# North Head (Neuseeland)
North Head, in der Sprache der Māori Maungauika (Berg des Uika) genannt, ist ein übrig gebliebener Kern eines ehemaligen Vulkans, nordöstlich des Stadtzentrums von Auckland auf der Nordinsel von Neuseeland. Der 65 m hohe Hügel bildet gleichzeitig das südöstliche Ende einer Landzungen auf der sich der Stadtteil Devonport der ehemaligen eigenständigen Stadt North Shore City befindet.

## Geographie
North Head, als 300 m bis 465 m im Durchmesser ovale Hügel, bildet den nördlichen Eckpunkt des Eingangs zum Waitematā Harbour und befindet sich 4,5 km nordöstlich des Stadtzentrums von Auckland. Während sie Südseite der Ergebung zum Hafeneingang gewandt ist, weist die Ostseite zum Rangitoto Channel hin. Westlich von North Head befindet sich der Stadtteil Devonport und nach Norden erstreckt sich die Landzunge, an dessen Ende der Vulkankegel liegt.

## Geologie
Der Vulkan, von dem heute mit North Head noch die Überreste zu sehen sind, muss vor 128.000 bis 116.000 Jahren entstanden sein und war Teil des Auckland Volcanic Field, zu dem 53 heute bekannte früher aktive Vulkane im Raum Auckland zählen. Der Meeresspiegel war zu jener Zeit niedriger als heute und doch lagen die Orte, an denen Magma nach oben drang, unterhalb der Meeresoberfläche, mit gewaltigen Auswirkungen, wenn die glühendheiße Lava mit Wasser in Kontakt kam. Unter diesen Bedingungen ist auch der North Head entstanden.

## Geschichte

### Māori
Der ursprüngliche Schlackenkegel des Vulkans wurde anfangs durch die Erosion des Meeres, später durch viele Generationen Menschen, die den Berg bewohnten, verändert. Eines der Waka (Kanu), in denen die Māori nach Neuseeland gelangten, landete nach Erzählungen der Māori in der Nähe. Einige frühe Fotografien zeigten von den Māori angelegte Gartenterrassen an den Hängen des Hügels. Es scheinen aber keine Pās (befestigte Dörfer), wie auf anderen Vulkankegeln üblich, auf dem Hügel vorhanden gewesen zu sein. Europäische Besucher der 1850er Jahre haben aber eine Siedlung am Fuße des Hügels mit Gärten und Gestellen zum Dörren von Fisch beschrieben.

### Militär
In der europäischen Besiedlungsphase von Auckland wurde der Berg zuerst als Lotsenstation für den Hafenlotsen des Waitematā Harbours genutzt. 1878 wurde das Gebiet als „public reserve“ eingestuft, wobei man die Möglichkeit vorsah, den Berg bei Bedarf für Verteidigungszwecke durch die New Zealand Army zu nutzen. Bereits 1885 trat dieser Fall ein, als der als The Great Game bekannte Konflikt zwischen Großbritannien und Russland seinen Höhepunkt erreichte und man an verschiedenen Punkten um Auckland herum Befestigungsanlagen anlegte, um mögliche Angreifer aus dem Norden abwehren zu können.
Es wurden drei Geschützbatterien errichtet: Die Nordbatterie überragte den Rangitoto Channel, die Südbatterie war nach innen auf den Hafen gerichtet und die Gipfel- oder Cautley-Batterie befand sich auf dem Gipfel des Hügels. Die ersten Befestigungen wurden übereilt errichtet, aber später über einen Zeitraum von über 25 Jahren unter Einsatz von Sträflingen verstärkt und erweitert. Bis zu 40 Gefangene lebten in einer Kaserne auf dem Gipfel. Sie errichteten ein ausgedehntes Tunnelsystem, unterirdische Vorratsräume und verschiedene Beobachtungsposten. Die Bewaffnung umfasste 64-Pfünder Armstrong-Kanonen, die als sog. Disappearing Guns lafettiert waren, Suchscheinwerfer und ein fernzündbares Minenfeld über den inneren Hafen hinüber bis Bastion Point. Keine der Waffen wurde jemals in einem Konflikt eingesetzt. Eine aus vier Kanonen bestehende Salutbatterie aus 18-Pfündern des Ersten Weltkrieges wurde unter anderem für den Salut beim Besuch von Elizabeth II im Jahre 1953 verwendet.
In den 1930er Jahren wurde ein Teil des Forts modernisiert. Während des Zweiten Weltkrieges wurde es das Verwaltungszentrum für Aucklands Küstenverteidigung. Das Gebäude des Regimentshauptquartieres ist noch erhalten. Die Küstenverteidigung wurde 1950 aufgegeben. Eine der veralteten Disappearing Guns blieb erhalten. Sie war für den Schrotthändler, der sie kaufte, zu schwer zu demontieren und abzutransportieren. Nach dem Abzug der Armee wurde das Gebiet wieder zum Reservat erklärt, die New Zealand Navy behielt jedoch ein für Trainings genutztes Gebiet um den Gipfel.

### Nutzung
Nachdem die Marineschule 1996 auch das Gipfelgebiet verlassen hatte, wurde das Gelände des North Head vom Department of Conservation als Reservat verwaltet. Es existieren Wanderwege entlang des Ufers und Wege auf den Gipfel mit gutem Ausblick auf den Vulkan Rangitoto und Auckland. Die Tunnel und Geschützstellungen sind zu einem großen Teil öffentlich zugänglich.
In den späten 1980er und frühen 1990er Jahren gab es Berichte über seltsame chemische Gerüche und Gerüchte über verborgene Kavernen unter dem Berg, die so weit gingen, dass Flugzeuge in verborgenen Lagerräumen stehen würden. Da man fürchtete, alte Munition könnte in vergessenen Teilen der Befestigung verrotten, stellte man umfassende Untersuchungen einschließlich Archivrecherchen, geologischer Tests und Versuchsgrabungen an, die jedoch wenig Neues ergaben.

## Tourismus
Das Gebiet ist als Teil des Hauraki Gulf Maritime Park als „public reserve“ bekannt für seinen Ausblick auf den Hafen und den Hauraki Gulf. Aus der Zeit der Nutzung zur Küstenverteidigung ist ein Netzwerk alter Bunker und Tunnel erhalten, die touristisch erschlossen sind.

## Fotogalerie

North Head und Verteidigungsanlage
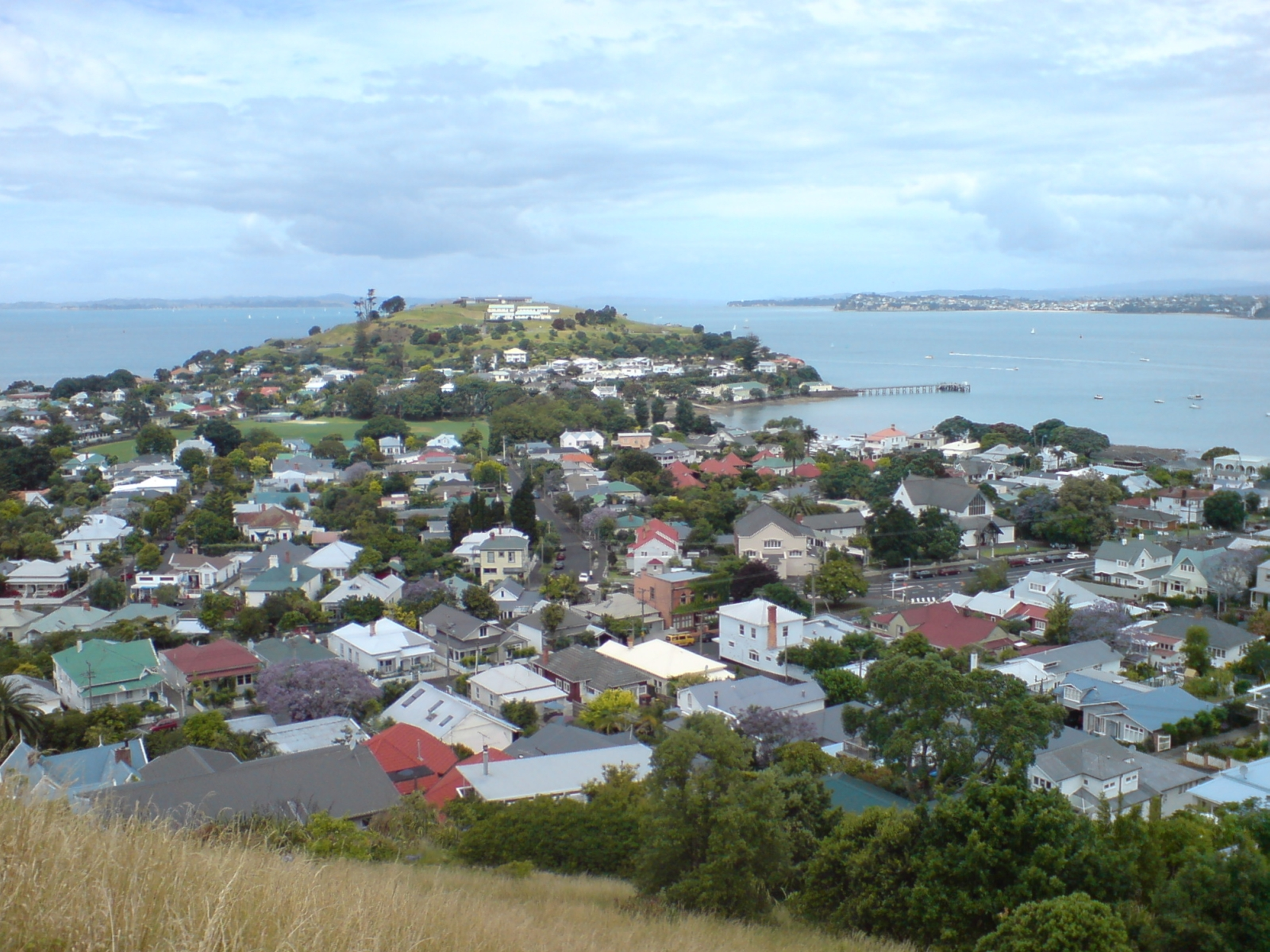
North Head von Nordwesten aus gesehene
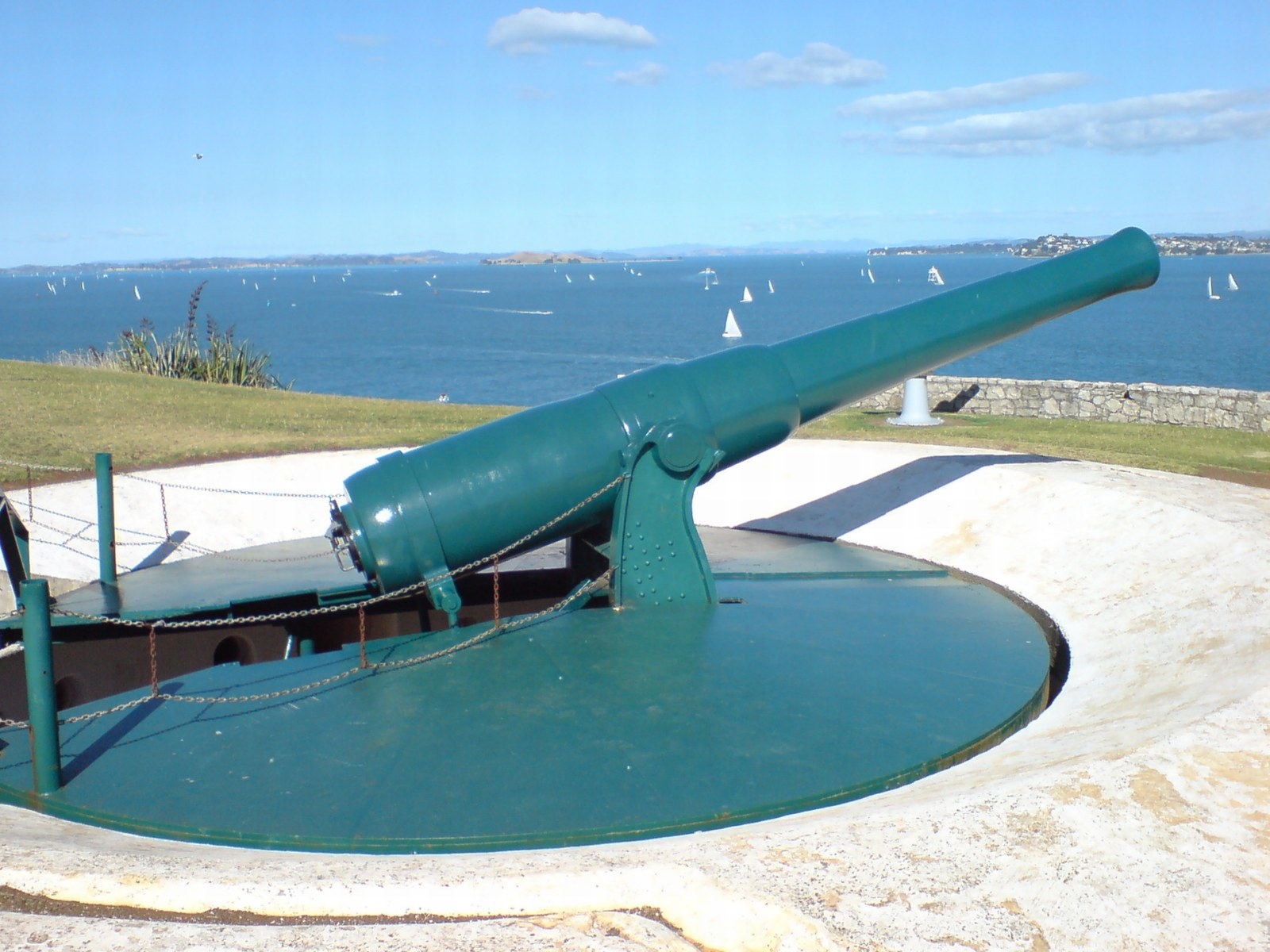
Die BL 8 inch Mk VII der Südbatterie auf Verschwindlafette
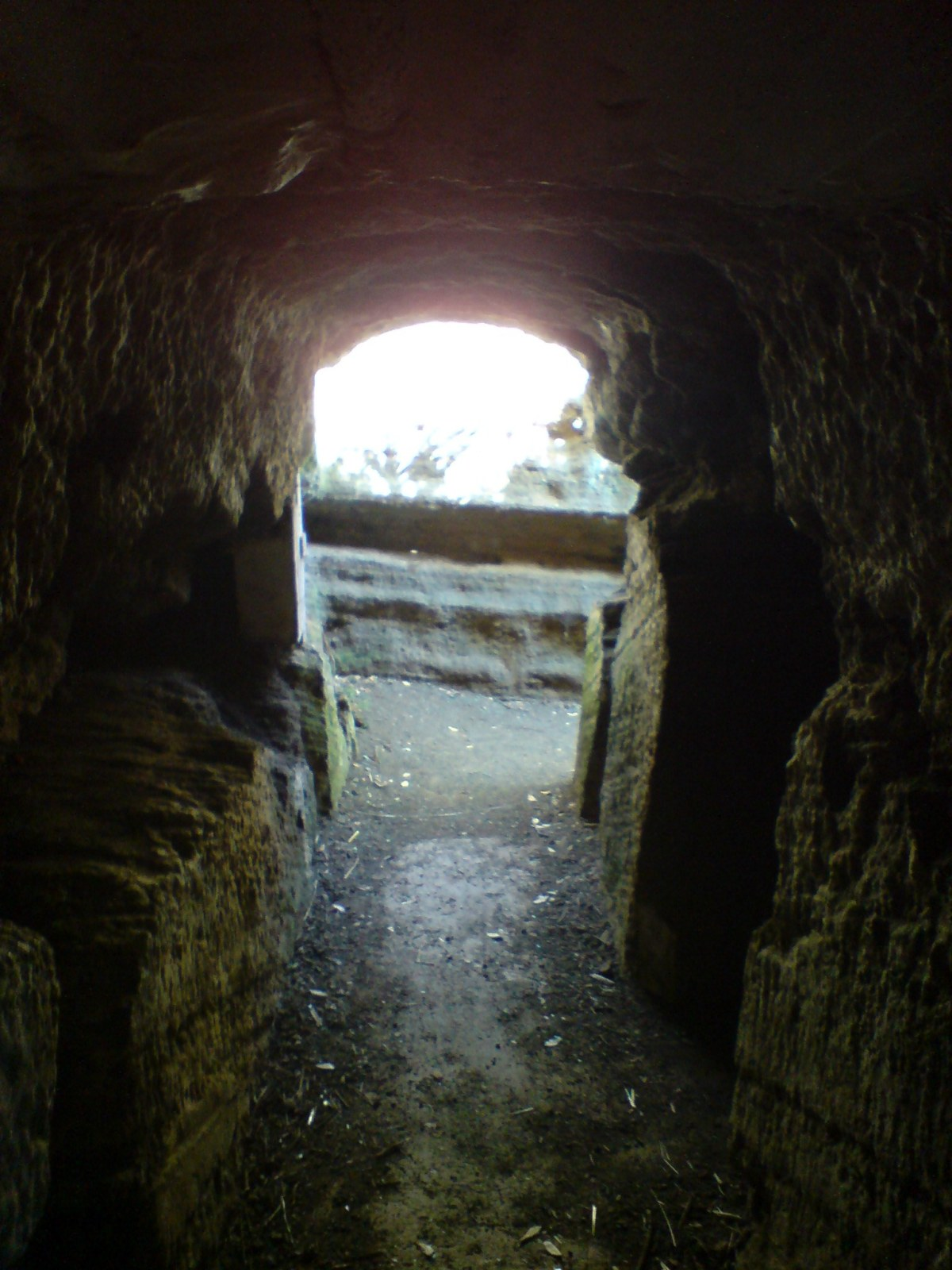
Einer der Tunnel von North Head
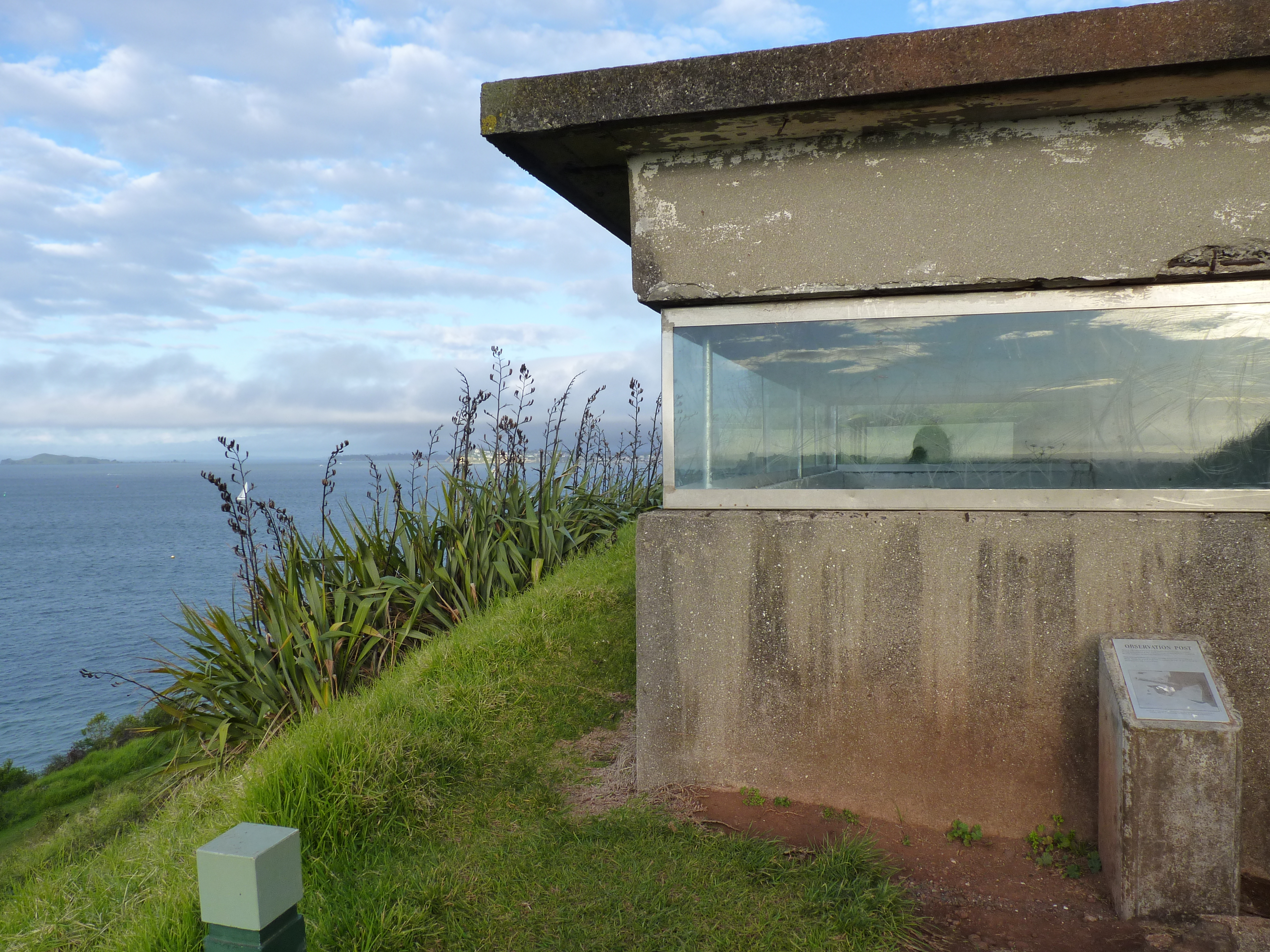
Observationsposten